# 1080-1089
De jaren 1080-1089 (van de christelijke jaartelling) zijn een decennium in de 11e eeuw.

## Belangrijke gebeurtenissen

### Investituurstrijd
- 1080 : Synode van Brixen. Hendrik IV stelt tegenpaus Clemens III aan.
- 1081 : Paus Gregorius VII benoemt een tegenkoning, Herman van Salm.
- 1084 : Hendrik IV dringt Rome binnen en zet Gregorius VII af. Tegenpaus Clemens III kroont Hendrik tot keizer. De Noorman Robert Guiscard komt Gregorius ter hulp.
- 1085 : Paus Gregorius VII sterft. De pausstoel blijft een jaar vacant.
- 1088 : Odo van Châtillon, leerling van de Orde van Cluny wordt de nieuwe paus Urbanus II. Tegenpaus Clemens III is nog steeds in functie.
- 1089 : Mathilde van Toscane, groot tegenstander van de keizer, huwt met Welf V, de toekomstige hertog van Beieren. Dit is het begin van de  strijd tussen Welfen en Ghibellijnen.

### Byzantijnse Rijk
- 1081 : Keizer Nikephoros III Botaneiates wordt afgezet door Alexios I Komnenos. De troonpretendent Constantijn Doukas Porphyrogennetos, de zoon van ex-keizer Michaël VII Doukas wordt verplicht zijn verloving met de dochter van Robert Guiscard, de Normandische hertog van Apulië en Calabrië, af te breken. Guiscard valt prompt het Byzantijnse Rijk aan.
- 1082 : Gouden Bul van 1082. De republiek Venetië komt de Byzantijnen te hulp maar vraagt een hoge prijs. De stadstaat verkrijgt verregaande handelsrechten.
- 1085 : Robert Guiscard sterft. Het gevaar van de Noormannen ebt weg maar de Venetianen blijven in Constantinopel.

gezet door

### Iberisch schiereiland
- 1083 : Alfonso VI van Castilië verovert Madrid op de Moren.
- 1085 : Alfonso VI verovert de Taifa Toledo en maakt Toledo de hoofdstad van het koninkrijk Toledo.
- 1086 : Slag bij Zallaqa. De Almoraviden onder aanvoering van Yusuf ibn Tashfin verslaan het leger van Alfonso en verenigen Zuid-Spanje. Zo ontstaat in de Reconquista een patstelling, die enkele decennia zal duren.

### Lage Landen
- De Franse koning Filips August bezet in 1087 de Vlaamse plaats Doornik, die hij een charter geeft en tot bisdom verheft. Begonnen wordt met de bouw van een belfort.

### Engeland
- 1087 : Willem de Veroveraar sterft, zijn oudste zoon Robert Curthose, erft het hertogdom Normandië, Willem Rufus, erft het koninkrijk Engeland en Hendrik krijgt een geldbedrag van vijfduizend pond en de landerijen van zijn moeder.

### Christendom
- 1084 : Stichting van la Grande Chartreuse, het moederhuis van de orde der kartuizers.
- 1088 : De eerste steen van de nieuwe abdij van Cluny, Cluny III, wordt gelegd.

### Wetenschap
- De Chinese geleerde Shen Kuo beschrijft de principes van erosie, sedimentatie en tektoniek.
- 1088 : Stichting van de Universiteit van Bologna, de oudste universiteit van Europa.

### Publicatie
- 1086 : De eerste versie van het Domesday Book is klaar.

## Heersers

### Europa
- Lage Landen
  - Brabant en Leuven: Hendrik III van Leuven (1078/1085-1095)
  - Midden-Friesland: Egbert II van Meißen (1068-1088), [[Koenraad van Zwaben (1088-1099)
  - West-Frisia: Dirk V (1061-1091)
  - Wassenberg/Gelre: Diederik I Flamens (1058-1082), Gerard I (1082-1129)
  - Henegouwen: Boudewijn II (1071-1098)
  - Limburg: Hendrik I (1078-1118)
  - Lohn: Gerardus de Lohn (1085-1092)
  - Loon: Arnold I (1078-1126)
  - Neder-Lotharingen: Koenraad van Franken (1076-1087), Godfried van Bouillon (1088-1100)
  - Luik: Hendrik I van Verdun (1075-1091)
  - Luxemburg: Koenraad I (1059-1086), Hendrik III (1086-1096)
  - Namen: Albrecht III (1063-1102)
  - Utrecht: Koenraad van Zwaben (1076-1099)
  - Vlaanderen: Robrecht I (1071-1093)
  - Zutphen: Otto II (1064-1113)

- Duitsland (Heilige Roomse Rijk): Hendrik IV (1056-1105)
  - tegenkoning: Rudolf van Rheinfelden (1077-1080), Herman van Salm (1081-1086]]
  - Bar: Sophia (1033-1093)
  - Beieren: koning Hendrik IV (1077-1095)
  - Bohemen: Vratislav II (1061-1092)
  - paltsgraafschap Bourgondië: Willem I (1057-1087), Reinoud II (1087-1097)
  - Gulik: Gerard II (1029-1081), Gerard III (1081-1114)
  - Istrië: Poppo II (1070-1093)
  - Karinthië en Verona: Liutold van Eppenstein (1077-1090)
  - Kleef: Diederik II (1076-1091)
  - Opper-Lotharingen: Diederik II (1070-1115)
  - Meißen: Egbert II (1068-1088)
  - Noordmark: Lothar Udo II (1057-1082), Hendrik I van Stade (1082-1087), Lothar Udo III (1087-1106)
  - Oostenrijk: Leopold II (1075-1095)
  - Rijnpalts: Hendrik van Laach (1085-1095)
  - Saksen: Magnus (1072-1106)
  - Stiermarken: Adalbero (1075-1082), Ottokar II (1082-1122)
  - Weimar-Orlamünde: Ulrich II (1070-1112)
  - Zwaben: Berthold van Rheinfelden (1079-1090)

- Frankrijk: Filips I (1060-1108)
  - Angoulême: Fulco (1048-1089), Willem V (1089-1118)
  - Anjou: Fulco IV (1068-1109)
  - Aquitanië en Gascogne: Willem VIII (1058-1086), Willem IX (1086-1126)
  - Armagnac: Gerold II (1063-1095)
  - Bigorre: Raymond II (1077-1080), Beatrix I (1080-1095)
  - Blois, Dunois en Meaux: Theobald III (1037-1089), Stefanus II (1089-1102)
  - Boulogne: Eustaas II (1049-1088), Eustaas III (1088-1125)
  - hertogdom Bourgondië: Odo I (1079-1102)
  - Chiny: Arnold I (ca. 1066-1106)
  - Dammartin: Hugo I (1061-1103)
  - Eu: Robert I (?-ca. 1092)
  - Foix: Rogier II (1064-1124)
  - Maine: Hugo V van Este (1069-1093)
  - La Marche: Adelbert II (1047-1088), Boso III (1088-1091)
  - Nevers en Auxerre: Willem I (1040-1098)
  - Normandië: Willem de Veroveraar (1035-1087), Robert Curthose (1087-1105)
  - Perche: Rotrud II (1044-1080), Godfried II (1080-1100)
  - Ponthieu: Gwijde I (1053-1100)
  - Provence: Bertrand II (1062-1093)
  - Saint-Pol: Gwijde I (1070-1083), Hugo II (1083-1118)
  - Soissons: Adelheid (1057-1105)
  - Toulouse: Willem IV (1061-1094)
  - Troyes: Theobald III van Blois (1066-1089), Odo III (1089-1093)
  - Vendôme: Burchard III (1066-1085), Godfried II (1085-1102)
  - Vermandois en Valois: Herbert IV (1045/1077-1080), Hugo I (1080-1102)

- Iberisch schiereiland:
  - Aragon: Sancho I (1063-1094)
  - Barcelona: Raymond Berengarius II (1076-1082), Berengarius Raymond II (1076-1097), Raymond Berengarius III (1082-1131)
  - Castilië: Alfons VI van Leon (1072-1109)
  - Galicië: Alfons VI van Leon (1072-1109)
  - Leon: Alfons VI (1065-1109)
  - Navarra: Sancho I van Aragon (1076-1094)
  - Valencia: Abu Bakr ibn Abd al-Aziz (1075-1085), Uthman ibn Abu Bakr (1085), Yahya ibn Ismail ibn Yahya al-Qadir (1085-1092)

- Britse eilanden
  - Engeland: Willem de Veroveraar (1066-1087), Willem Rufus (1087-1100)
  - Deheubarth: Rhys ap Tewdwr (1078-1093)
  - Gwynedd: Trahaearn ap Caradog (1075-1081), Gruffydd ap Cynan (1081-1137)
  - Powys: Iorwerth ap Bleddyn (1075-1103), Cadwgan ap Bleddyn (1075-1111)
  - Schotland: Malcolm III (1058-1093)

- Italië
  - Apulië - Robert Guiscard (1059-1085), Rogier I (1085-1111)
  - Monferrato: Otto II (1044-1084), Willem IV (1084-1100)
  - Napels: Sergius V (1050-1082), Sergius VI (1082-1097)
  - Savoye: Amadeus II (1078-1080), Humbert II (1082-1103)
  - Sicilië: Rogier I (1071-1101)
  - Toscane: Mathilde (1076-1115)
  - Venetië (doge): Domenico Selvo (1071-1084), Vitale Falier (1084-1096)

- Scandinavië
  - Denemarken: Harald III (1076-1080), Knoet IV (1080-1086), Olaf I (1086-1095)
  - Noorwegen: Olaf III (1067-1093)
  - Zweden: Inge I (1080-1084, 1088-1105), Sven I (1084-1087), Erik Årsäll (1087-1088)

- Balkan
  - Byzantijnse Rijk: Nikephoros III (1078-1081), Alexios I Komnenos (1081-1118)
  - Dioclitië: Mihailo Vojislavljević (1052-1081), Konstantin Bodin (1081-1101)
  - Kroatië: Demetrius Zvonimir (1075-1089), Stjepan II (1089-1091)
  - Raška: Vukan (1080-1114)

- Rusland
  - Kiev: Vsevolod I (1078-1093)
  - Tsjernigov: Vladimir Monomach (1078-1094)

- Bretagne: Hoël II (1072-1084), Alan IV (1084-1121)
  - Penthièvre: Godfried I (1079-1093)
- Hongarije: Ladislaus I (1077-1095)
- Polen: Boleslaw II (1058-1079), Wladislaus I Herman (1079-1102)

### Azië
- Cilicisch-Armenië: Ruben I (1080-1095)
- China (Song): Shenzong (1067-1085), Zhezong (1085-1100)
  - Liao: Daozong (1055-1101)
  - Westelijke Xia: Huizong (1068-1086), Chongzong (1086-1139)
- Georgië: George II (1072-1089), David IV (1089-1125)
- Ghaznaviden (Perzië): Ibrahim (1059-1099)
- India
  - Chola: Kulothunga I (1070-1122)
- Japan: Shirakawa (1073-1087), Horikawa (1087-1107)
  - insei-keizer: Shirakawa (1087-1129)
- Khmer-rijk (Cambodja): Harshavarman III (1066-1080)
- Korea (Goryeo): Munjong (1046-1083), Seonjong (1083-1094)
- Seltsjoeken: Malik Sjah I (1072-1092)
  - Sultanaat van Rûm: Suleiman ibn Qutulmish (1075/1077-1086)
- Vietnam: Ly Nhan Tong (1072-1127)

### Afrika
- Almoraviden (Marokko): Yusuf ibn Tashfin (1071-1106)
- Fatimiden (Egypte): Abu Tamil Ma'ad al-Mustansir (1036-1094)
- Ziriden (Tunesië): Tamim ibn al-Mu'izz (1062-1108)

### Religie
- paus: Gregorius VII (1073-1085), Victor III (1086-1087), Urbanus II (1088-1099)
  - tegenpaus: Clemens III (1080-1100)
- patriarch van Alexandrië (Grieks): Johannes VI (1062-ca.1100)
- patriarch van Alexandrië (koptisch): Christodolus (1047-1077), Cyrillus II (1078-1092)
- patriarch van Antiochië (Grieks): Theodosius II (1075-1084), Niceforus (1084-1090)
- patriarch van Antiochië (Syrisch): Iwanis III (1080-1082), Dionysius VI (1088-1090)
- patriarch van Constantinopel: Cosmas I (1075-1081), Eustathius Garidas (1081-1084), Nicolaas III (1084-1111)
- katholikos-patriarch van Geheel Georgië: Gabriel III Safareli (1065-1080), Dimitri (1080-1090)
- kalifaat van Bagdad (Abbasiden): Al-Muqtadi (1075-1094)

- aartsbisdom Bremen-Hamburg: Liemar (1072-1101)
- aartsbisdom Canterbury: Lanfranc (1070-1089)
- aartsbisdom Keulen: Sigwin van Are (1079-1089), Herman III van Hochstaden (1089-1099)
- aartsbisdom Maagdenburg: Hartwig van Spanheim (1079-1102)
- aartsbisdom Reims: Manasses I (1069-1080), Renaud du Bellay (1083-1096)
- aartsbisdom Trier: Engelbert van Rothenburg (1079-1101)

<< · 1080 · 1081 · 1082 · 1083 · 1084 · 1085 · 1086 · 1087 · 1088 · 1089 · >>
<< · 1000-1009 · 1010-1019 · 1020-1029 · 1030-1039 · 1040-1049 · 1050-1059 · 1060-1069 · 1070-1079 · 1080-1089 · 1090-1099 · >>